# Гері Равкан
Гері Брюс Равкан (англ. Gary Bruce Ruvkun; нар. 26 березня 1952, Берклі, Каліфорнія, США) — американський молекулярний біолог у Массачусетській лікарні загального профілю та професор генетики в Гарвардській медичній школі в Бостоні. Равкан виявив механізм, за допомогою якого lin-4, перша мікроРНК (міРНК), відкрита Віктором Амбросом, регулює трансляцію цільових матричних РНК через недосконале спарювання основ до цих мішеней, і відкрив другу мікроРНК, let-7, і що вона зберігається у всіх філогенезах тварин, у тому числі в людей. Ці відкриття мікроРНК розкрили новий світ регуляції РНК у безпрецедентному масштабі та механізм цієї регуляції. Равкан також виявив багато особливостей інсуліноподібної передачі сигналів у регуляції старіння та метаболізму. У 2019 році він був обраний членом Американського філософського товариства. Разом з Віктором Амбросом Равкан отримав Нобелівську премію з фізіології та медицини 2024 року за відкриття мікроРНК та її ролі в посттранскрипційній регуляції генів.

## Освіта
Равкан здобув ступінь бакалавра в 1973 році в Каліфорнійському університеті в Берклі. Здобув ступінь доктора філософії в Гарвардському університеті в лабораторії Фредеріка М. Аусубеля, де він досліджував гени фіксації азоту у бактерій. Равкан закінчив аспірантуру у Роберта Горвіца в Массачусетському технологічному інституті (MIT) і Волтера Гілберта з Гарварду.

## Дослідження

### МікроРНКlin-4
Дослідження Равкана виявили, що мікроРНК lin-4, 22-нуклеотидна регуляторна РНК, відкрита в 1992 році Віктором Амбросом, регулює свою цільову мРНК lin-14, утворюючи недосконалі РНК-дуплекси для зниження трансляції. Перша ознака того, що ключовий регуляторний елемент гена lin-14, який розпізнається продуктом гена lin-4, знаходиться в 3'-нетрансльованому регіоні lin-14, надійшла з аналізу мутацій посилення функції lin-14, який показав, що вони є делеціями консервативних елементів у 3'-нетрансльованій області lin-14. Видалення цих елементів усуває звичайну пізню стадію специфічної репресії виробництва білка LIN-14, а lin-4 необхідний для такої репресії нормальною 3'-нетрансльованою ділянкою lin-14. У ключовому прориві лабораторія Ambros виявила, що lin-4 кодує дуже маленький продукт РНК, що визначає мікроРНК з 22 нуклеотидів.

### мікроРНК, let-7
У 2000 році лабораторія Равкана повідомила про ідентифікацію другої мікроРНК C. elegans, let-7, яка, як і перша мікроРНК, регулює трансляцію цільового гена, в такому випадку lin-41, через недосконале спаровування основ до 3'-нетрансльованої області гена цієї мРНК. Це вказувало на те, що регуляція мікроРНК через комплементарність 3' UTR може бути загальною ознакою, і що, імовірно, буде більше мікроРНК. Загальність регуляції мікроРНК для інших тварин була встановлена лабораторією Равкана пізніше у 2000 році, коли вони повідомили, що послідовність і регуляція мікроРНК let-7 зберігаються у всіх філогенезах тварин, включно з людьми. Наразі виявлено тисячі мікроРНК

## Мікробне життя за межами Сонячної системи
У 2019 році Равкан разом із Крісом Карром, Майком Фінні та Марією Зубер висловили думку, що поява складного мікробного життя на Землі незабаром після її охолодження, а також нещодавні відкриття Гарячих Юпітерів і руйнівних міграцій планет у системах екзопланет сприяє поширенню мікробного життя на основі ДНК по галактиці. Проєкт SETG працює над тим, щоб НАСА відправило секвенатор ДНК на Марс для життя в надії, що будуть знайдені докази того, що життя спочатку виникло не на Землі, а деінде у Всесвіті.